# Uromenus peraffinis
Uromenus peraffinis är en insektsart som först beskrevs av Werner 1933.  Uromenus peraffinis ingår i släktet Uromenus och familjen vårtbitare. Inga underarter finns listade i Catalogue of Life.